# レオナルド・ダ・ヴィンチ (戦艦)
| 竣工当時の 「レオナルド・ダ・ヴィンチ」 | |
| 艦歴                                    | |
| 発注                                    | オデロ社セストリポネンテ造船所 |
| 起工                                    | 1910年7月18日 |
| 進水                                    | 1911年10月14日 |
| 就役                                    | 1914年5月17日 |
| 退役                                    | |
| その後                                  | 1916年に爆沈。1923年に解体処分。 |
| 除籍                                    | 1919年 |
| クラス名                                | コンテ・ディ・カブール級戦艦 |
| 性能諸元                                | |
| 排水量                                  | 常備：23,088トン 満載：25,086トン |
| 全長                                    | 176.1m 168.9m（水線長） |
| 全幅                                    | 28.0m |
| 吃水                                    | 9.35m |
| 機関                                    | ブレキンデン式重油専焼水管缶8基とブレキンデン式石炭・重油混焼水管缶12基 +パーソンズ式直結タービン（高速・低速）2組4軸推進                                                         |
| 最大出力                                | 31,000hp |
| 最大速力                                | 21.5ノット |
| 航続距離                                | 10ノット/4,800海里 |
| 燃料                                    | 石炭：1,450トン 重油：850トン |
| 乗員                                    | 1,235名 |
| 兵装                                    | 30.5cm（46口径）3連装砲3基 +同連装砲2基 12cm（50口径）単装速射砲18基 7.6cm（50口径）単装速射砲14基 7.6cm（40口径）単装砲速射6基 45cm水中魚雷発射管単装3基                         |
| 装甲                                    | 舷側：250mm（水線最厚部）、80mm（艦首・艦尾部） 甲板：20m（主甲板）、40mm（傾斜部）、40mm（最上甲板） 主砲塔：280mm（最厚部） バーベット：280mm（最厚部） 司令塔：280mm（最厚部） |

レオナルド・ダ・ヴィンチ (Leonardo da Vinci) はイタリア海軍の戦艦。コンテ・ディ・カブール級。

## 艦歴
1910年7月18日起工、1911年10月14日進水、1914年5月17日竣工。
第一次世界大戦中の1916年8月2日夜、レオナルド・ダ・ヴィンチはターラント港に係留中に火薬庫の爆発を起こして転覆し沈没した。イタリア当局は、『爆発はオーストリア＝ハンガリー帝国による破壊工作だ』と主張したが、実際は不徹底な防火と弾薬類の不安定さに起因するものであった。この爆発で乗員249人が死亡した。レオナルド・ダ・ヴィンチは破壊された船体を気密化した上で、砲塔などの重量物を撤去し、フロートを取り付けて上下逆の転覆した状態で1919年9月17日に浮揚された。沈没地点からドックまで移動させるために、港湾の浚渫も行われた。上下逆になったままドックに入れるためには上甲板の補強が必要となり、さらに煙突が撤去された。ドックで応急的は処置がなされたのちに、レオナルド・ダ・ヴィンチは再びドックをでて海面上で転覆状態を復元する作業が行われた。この作業のために港の一部が浚渫され、そこで400トンのバラストと7500トンの船内への注水によって、船体を回転させて転覆状態を解除した。1921年1月24日のことであった。しかしながらレオナルド・ダ・ヴィンチは結局修理されることなく、1923年5月26日に業者に売却、解体された。1923年9月22日除籍される。

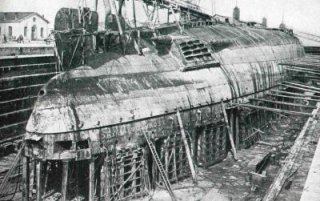
転覆したままドックに入渠したレオナルド・ダ・ヴィンチ(1920年）
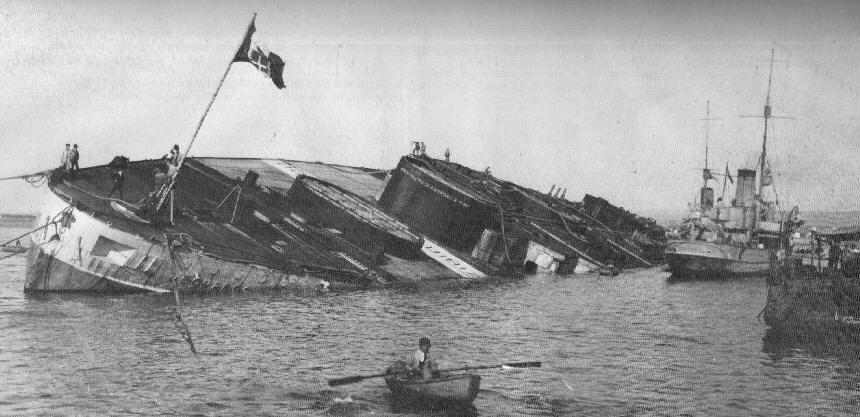
転覆状態を解除されたレオナルド・ダ・ヴィンチ(1921年)

## 参考図書
- 「世界の艦船 増刊第22集　近代戦艦史」（海人社）
- 「世界の艦船 増刊第83集　近代戦艦史」（海人社）
- 「世界の艦船 増刊第41集　イタリア戦艦史」（海人社）
- 「世界の艦船 増刊第20集　第2次大戦のイタリア軍艦」（海人社）
- Allen, M. J. (1964). “The Loss & Salvage of the "Leonardo da Vinci"”. Warship International (Toledo, Ohio: Naval Records Club) I (Reprint):  23–26.
- Gardiner, Robert; Gray, Randal, eds (1984). Conway's All the World's Fighting Ships: 1906–1921. Annapolis, Maryland: Naval Institute Press. ISBN 0-85177-245-5
- Giorgerini, Giorgio (1980). “The Cavour & Duilio Class Battleships”. In Roberts, John. Warship IV. London: Conway Maritime Press. pp. 267–79. ISBN 0-85177-205-6
- Friedman, Norman (2011). Naval Weapons of World War One. Barnsley, South Yorkshire, UK: Seaforth. ISBN 978-1-84832-100-7
- Hore, Peter (2005). Battleships. London: Lorenz Books. ISBN 0-7548-1407-6
- McLaughlin, Stephen (2003). Russian & Soviet Battleships. Annapolis, Maryland: Naval Institute Press. ISBN 1-55750-481-4
- Preston, Antony (1972). Battleships of World War I: An Illustrated Encyclopedia of the Battleships of All Nations 1914–1918. New York: Galahad Books. ISBN 0-88365-300-1
- Silverstone, Paul H. (1984). Directory of the World's Capital Ships. New York: Hippocrene Books. ISBN 0-88254-979-0
- Whitley, M. J. (1998). Battleships of World War II. Annapolis, Maryland: Naval Institute Press. ISBN 1-55750-184-X

## 参考リンク
- Nave da battaglia  Leonardo da Vinci就役時の「レオナルド・ダ・ヴィンチ」のスペックと写真があるページ。